# Parc Isesco
Le parc Murdoch (ou le parc Isesco) est un ancien parc de Casablanca, créé au début du XXe siècle et situé près du quartier des Habous.

## Histoire
Le parc Murdoch est créé à Casablanca en 1907, et nommé ainsi en hommage au commerçant britannique Murdoch.
Il figure alors sur le premier plan d'urbanisme, d'aménagement et d'extension de Casablanca. Les plans du parc ont été dressés par l'ingénieur-géomètre Albert Tardif. Après de longues années de prospérité et de bonne réputation, le parc Murdoch tombe dans l'oubli.
Il sert de refuge à toutes sortes de délinquants et de sans-abris. Cette situation dure jusqu'en 2006, quand le parc bénéficie de réaménagements et est renommé parc Isesco.

## Aujourd'hui
Aujourd'hui, le parc est un lieu très prisé aussi bien par la population locale que par les touristes. 
Ses quatre hectares de verdure, de lieux pour se reposer et ses aménagements tels que des aires de jeux ou des installations sportives en font un lieu de repos et de loisirs. Dans ce parc, on peut voir des enfants à trottinette, à patins à roulettes ou encore en train de jouer au football. Dans la partie plus "jardin", on peut se promener dans des allées de palmiers peuplés par des perruches. 
Les jeunes qui viennent faire du sport au parc Murdoch offrent un autre divertissement spectaculaire aux visiteurs, par exemple grâce aux structures en fer pour l'escalade, et la réalisation de figures physique impressionnantes.
Le parc a servi de lieu de tournage au réalisateur Nabil Ayouch pour plusieurs scènes de son film Whatever Lola Wants.
Le parc a également été le lieu de la deuxième édition de "Tous au parc"